# Ogorevc (priimek)
Ogorevc je priimek več znanih Slovencev:
- Andraž Ogorevc, informacijski podjetnik
- Blaž Ogorevc (1951–2025), novinar, urednik, pesnik in pisatelj
- Božidar Ogorevc (* 1947), kemik in glasbenik
- Jaka Ogorevc, dr. elektrotehike
- Janko Ogorevc, veteran vojne za Slovenijo
- Jernej Ogorevc, fotograf
- Klara Ogorevc Jenko (1969–2004), slikarka
- Manca Ogorevc (* 1973), igralka
- Marjan Ogorevc (* 1954), športni delavec, trener, psiho-bio-terapevt, publicist
- Marko Ogorevc, ekonomist
- Metod Ogorevc (* 1959), salezijanec
- Metod Ogorevc (* 1965), frančiškan, izseljenski duhovnik
- Miha Ogorevc (1925–2022), agronom, hortikulturnik, direktor Arboretuma Volčji potok
- Niko Ogorevc, pevec, zborovodja
- Ruška Ogorevc, arhitektka (Prešernov gaj, Kranj)